# 14972 Olihainaut
14972 Olihainaut (1997 QP3) là một tiểu hành tinh vành đai chính được phát hiện ngày 30 tháng 8 năm 1997 bởi Khảo sát tiểu hành tinh OCA-DLR ở Caussols, đặt tên theo nhà thiên văn học Olivier (Oli) Hainaut.